# 吕剧
吕剧是中国山东省地方戏，旧称“化妆扬琴”或“扬琴戏”，是山东的地方剧种，流行于山东大部和江苏、安徽、东北三省的部分地区。吕剧起源于鲁北黄河三角洲，由山东琴书演变而来。其音乐属于板腔体，兼唱曲牌，主要伴奏乐器是坠琴（主弦）、扬琴、三弦、琵琶，称“吕剧四大件”。
1900年前后，吕剧走上舞台；1917年，吕剧班社从鲁北农村进入济南、大连演出；1951年，第一个吕剧专业院团济南市鲁声琴剧团（今济南市吕剧院）成立；1953年，第一个省级院团山东省吕剧团（今山东省吕剧院）成立，这一时期出现了如郎咸芬、林建华、李岱江等艺术家，以及《姊妹易嫁》《逼婚记》《李二嫂改嫁》等剧目。鼎盛时期，中国有近百个专业吕剧院团，影响包括山东、江苏（苏北）、安徽（皖北）、河北、黑龙江、吉林、辽宁、新疆在內多个省市自治区。

## 起源
- 说法一：起源于山东省滨州市博兴县吕艺镇。

中国文化部將呂藝鎮评为“中国吕剧艺术之乡”。
孙中新（1852—1930），博兴县纯化乡西王文村人。1880年，他和刘峦峰、张贵兰、张保光一起卖艺，后来在自己多年的戏曲演唱生涯中，创造性地将扽腔、梆子、京戏、琴书的曲调、曲牌、打击乐和表演艺术，运用到自己的戏中，改编了《看瓜园》《后娘打孩子》《崔金定上坟》《三贤》（即后来的《小姑贤》）等剧目。吕剧老艺人张传海即出其门下。
吕剧老艺人时殿元（1863年-1948年）是广饶县牛庄镇（现属东营区）时家村人，故另有其与谭明伦、薛金田创办吕剧的说法。
纯化、呂藝、牛庄是三个相邻的乡镇，方言习俗均相通，因行政区划变迁而分属两个地市。
- 说法二：起源于山东省东营市广饶县牛庄镇。

2008年，东营区牛庄镇被文化部授予”中国民间文化艺术（吕剧）之乡“荣誉称号。
约1900年，乐安县北部时家村(1138—1913年属乐安县，1914年后属广饶县，1983年建立东营市后属牛庄区，1987年7月归属东营区) 时殿元和崔心悦、谭明伦等人从京剧、五音戏的表演中受到启发，第一次将琴书中的《王小赶脚》改为化妆演出，当地群众称之为”驴戏“，而演员自称为”化妆扬琴“。其早期主要流行于乡村集镇，后逐渐在济南等城市兴起 。当时的主要伴奏乐器是扬琴和坠琴，主要曲调是”凤阳歌“，后来发展成了”四平“这一板式，又增添了”二板“等。
2008年，东营区牛庄镇被文化部授予”中国民间文化艺术（吕剧）之乡“荣誉称号。
- 说法三：起源于山东省胶州地区。

关于吕剧的起源，还有一种说法，即胶东说。约在1894年，胶东琴书艺人翁老明在登州府（今蓬莱）内将《三打四劝》中的《苏保送妹》一折举行了“化妆跑圆场”的公开演出，群众称为“胶东蹦蹦戏”。“化妆扬琴”在济南被定名为“吕剧”之后，蹦蹦戏随之更名，老艺人组建了蓬莱建国剧团吕剧队、莱阳专区吕剧团（今烟台市吕剧院）。 

## 主要院团
- 博兴县吕剧团
- 广饶县吕剧团
- 邹平市吕剧团
- 滨州市吕剧团
- 济南市吕剧院
- 烟台市吕剧院
- 山东省吕剧院